# Császmai István
Császmai István (Cziaszmai István) (16. század) gyulafehérvári unitárius lelkész.

## Élete
Blandrata és Dávid Ferenc egyik első követője; mint az unitáriusok második ülnöke részt vett a nagyváradi disputációkban 1568. és 1569-ben; többi közt Tordai Sándor András dévai pappal vitázott, egyetlen ismert munkáját is ellene írta.

## Munkái
Thordai Sándor András irására valo felelet, melyben az Antichristus harom isteninec dögleletös tudomaniat otalmazza hamissaggal es szidalommal. Gyulafehérvár, 1568. (Egyetlen példányát a kolozsvári unitárius kollégium könyvtárában őrizték.)
A szakirodalom továbbá feltételezi egy Az antichristus képei című, 1567-ben Raphael Hoffhalter gyulafehérvári nyomdája által kiadott vitairatának létét is, de ennek példányai nem ismertek. Ezt támadta Tordai Sándor András, amelyre Császmai a fenti viszontválaszt írta.